# Kolbuszowa
Kolbuszowa (pronunciación polaca: [kɔlbuˈʂɔva]) es una ciudad polaca, capital del distrito homónimo en el voivodato de Subcarpacia. Dentro del distrito, es la capital del municipio homónimo. En 2006 tenía una población de 9172 habitantes.
Se conoce la existencia del topónimo local desde 1503, cuando se menciona como una finca perteneciente al terrateniente Kolbusz que históricamente recibía el nombre de "Poręby Wielkie". En 1683 se menciona por primera vez la existencia de la ciudad, que se desarrolló como una parada de la ruta comercial entre Sandomierz y Przemyśl. Tras las Particiones de Polonia pasó a pertenecer al Imperio Habsburgo, que en 1867 la convirtió en una de las capitales distritales del reino de Galitzia y Lodomeria. La mitad de la población local era históricamente judía, hasta que en la Segunda Guerra Mundial los invasores alemanes quemaron la ciudad y se llevaron a casi todos los judíos a un gueto en Rzeszów.
Se ubica unos 20 km al noroeste de la capital regional Rzeszów, sobre la carretera 9 que lleva a Varsovia.